# صعاليك
الصعاليك اسم جمع ومفرده صعلوك، يُطلق على جماعة من العرب في عصر ما قبل الإسلام، عاشوا وأطلقوا حركتهم في الجزيرة العربية؛ وينتمون لقبائل مختلفة، عُرفوا بعدم انتمائهم لسلطة قبائلهم وواجباتها، حيث انشقوا عنها أو طُردوا منها. ومعظم أفراد هذه الجماعة من الشعراء المجيدين وقصائدهم تعدّ من عيون الشعر العربي.

## تاريخهم
حدد الدكتور شوقي ضيف في كتابه العصر الجاهلي معنى الصعلوك لغة بأنه الفقير الذي لايملك المال الذي يساعده على العيش وتحمل أعباء الحياة، مؤكداً أن هذه اللفظة تجاوزت دلالاتها اللغوية وأخذت معاني أخرى كقطاع الطرق الذين يقومون بعمليات السلب والنهب.
امتهن الصعاليك غزو القبائل بقصد الاخذ من الاغنياء وإعطاء المنبوذين أو الفقراء، ولم يعترفوا بالمعاهدات أو الاتفاقيات بين قبائلهم والقبائل الأخرى ما أدى إلى طردهم من قبل قبائلهم، وبالتالي عاشوا حياة ثورية تحارب الفقر والاضطهاد وتسعى للتحرر في شكله المتمرد.
واصطبغت أدبيات الصعاليك برؤيتهم عن الحياة فجاءت معظم قصائدهم تحكي عن شجاعتهم وقدرتهم وتحديهم للمجتمع. وشعرهم يمتاز بقوة العاطفة وسعة الخيال وفيه من الحكمة الشيء الكثير. ومن مميزات شعرهم الخلو من المقدمات الطللية فكانوا أول من كسر بنية القصيدة الجاهلية كما خلا شعرهم من المدح والطول فانتهجوا شعرا جديدا.

## أقسام الصعاليك
ويمكن تقسيم الصعاليك إلى ثلاث فئات:
1. فئة الخلعاء الشذاذ: وهم الذين خلعتهم قبائلهم بسبب أعمالهم التي لاتتوافق مع أعراف القبائل التي ينتمون إليها فتصعلكوا، مثل: حاجز الأزدي، قيس الحدادية والبراض بن قيس الكناني، وتأبط شرا، والشنفرى؛ تركزوا في غرب ووسط وجنوب الجزيرة العربية.
2. فئة الغربان أو الأغربة: وهم أبناء الحبشيات السود ممن نبذهم آباءهم ولم يلحقوهم بأنسابهم فقرروا الثورة على هذا والتصعلك، مثل: السليك بن السلكة، تركزوا في شرق الجزيرة العربية.
3. فئة عروة: وهم اختاروا التصعلك دون أن تفرضه عليهم القبائل، بسبب حاجات لهم كنقص الغذاء والفقر، مثل: عروة بن الورد.

ومن هؤلاء الصعاليك، من احترف الصعلكة احترافًا وحولها إلى ما يفوق الفروسية من خلال الأعمال الإيجابية التي كانوا يقومون بها، مثل: عروة بن الورد وسُمي أبو الصعاليك، وعمومًا لُقِّب الأشخاص الذين احترفوا القتل من أي فئة من الثلاث السابقة بـفتاك العرب.

## أشعارهم وصفاتهم
وما يلفت النظر في أشعار هؤلاء الصعاليك ترديد صيحات الفقر والجوع والحرمان.. كما كانوا ناقمين وثائرين على الأغنياء والأشحاء وامتازوا بالشجاعة والصبر وقوة البأس والمضاء وسرعة العدو وقد ضرب بهم المثل في شدة العدو حتى قيل «أعدى من السليك» و«أعدى من الشنفرى».
كانت غاراتهم تتركز في المناطق الخصبة وترصد قوافل التجارة وقوافل الحجاج القاصدة مكة المكرمة، وكثيراً ما تغنوا بكرمهم وبرهم بأقاربهم؛ لأن ما يحصلون عليه كان يوزع على الأهل والأقارب المحتاجين، كما اتسمت لغتهم الشعرية بالترفع والسمو والشعور بالكرامة في الحياة وهذا ما نجده عند أبي خراش الهذلي القائل:
فهو الصابر على الجوع ويكفيه الماء الصافي بينما يصاب كل من حوله من أشحاء النفوس بتخمة الطعام وإذا ما وجد الطعام فضل إطعامه لغيره ويعني هنا أولاده دون أن يمسه وكل ما يعمله من أجل ألا يوصم بالعار والمذلة.
والحقيقة أن الصعلكة أخذت شكلاً إيجابياً رغم أنها قامت على السلب والنهب، لأن المقصد من هذا الفعل كان يرمي إلى إطعام الفقراء من أموال الأغنياء وكأنهم يؤكدون أن للفقير حقا في مال الغني.
ميزة أخرى غلبت على هؤلاء الصعاليك وهي عدم تعرضهم في غاراتهم وغزواتهم للأسياد الشرفاء وإنما للأغنياء الأشحاء وهذا المبدأ تمثله سيد الصعاليك عروة بن الورد. كما عرف عن هؤلاء الصعاليك اعتزازهم بأنفسهم وهذا الاعتزاز نابع من مدى قناعتهم بالفعل الذي يقومون به، يقول الشنفرى:
حتى أنه يفضل أن يستف التراب على أن يتفضل عليه إنسان لأنه يملك نفساً حرة أبية تأبى الضيم:
كما أنهم أضفوا على أنفسهم صفة الكرم إلى حد الافراط حتى أن تأبط شرا لم يبق على شيء لغده:
ونأتي إلى سيد الصعاليك عروة بن الورد العبسي إذ كان أبوه من شجعان قبيلته وأشرافهم كما كان له دور البارز في حرب داحس و الغبراء. أما أمه فكانت من نهد من قضاعة وهي عشيرة وضيعة وهذا ما جعل عروة يشعر بالعار وقد عبر عنه بقوله:
ويبدو أن هذا العار الذي كان يحسه هو الذي دفعه إلى دروب الصعلكة والثورة على الأغنياء. وعروة لم يخلع من قبيلته كغيره من الشعراء الصعاليك وإنما ظل يحتل مكانة كبيرة فيها، وقد اتصفت صعلكته بكل جوانب المروءة والإخاء والتعاون والتضامن الاجتماعي، إذ كان يغير على القوافل ليس بقصد السلب والنهب وإنما كان يغزو لإعانة الفقراء والمرضى والمحتاجين والمستضعفين من قبيلته وهؤلاء كانوا دوماً يصرخون بأعلى أصواتهم: «أغثنا يا أبا الصعاليك».
ولأنه لم يكن يغير إلا على الأغنياء الذين عرفوا بالشح والبخل وعدم مد يد المعونة إلى أحد وخاصة المحتاج لذلك اكتسبت صعلكته نبلاً أخلاقياً أكبر من الفروسية حتى أن عبد الملك بن مروان كان يقول: » من زعم أن حاتماً أسمح الناس فقد ظلم عروة بن الورد«وعروة هو القائل:
وهو الذي لايستطيع القعود عن الغزوات لأن عليه حقوقاً وواجبات يجب أن يؤديها إلى المحتاجين من قبيلته ونسائها المعوزات لهذا فهو يكره الصعلوك الخامل بل يحب الصعلوك المشرق الوجه وفيه يقول:
وهكذا نجد أن عروة بن الورد كان صعلوكاً شريفاً وشجاعاً ومقداماً وقد استطاع أن يجعل من الصعلكة ما رفعها إلى درجة المروءة والسيادة لأن الغرض منها كان نداءً يدعو للتضامن والتكافل الاجتماعي الذي يراد منه في النهاية الخير للجميع وخاصة الناس المعوزين من الأهل والأقارب بل هي تأكيد بأن للفقراء حق في مال الأغنياء

## من أشهر الصعاليك
- شِظاظ الضبي التميمي، ويضرب فيه المثل في ذلك وقالت العرب: ألصُّ من شِظاظ!
- أبو خراش الهذلي، واسمه خويلد بن مرة. أشهر صعاليك هذيل شاعرٌ فحلٌ مخضرم أدرك الإسلام فأسلم وحسن إسلامه. قضى لدنا كبيرا من حياته قبل الإسلام ثائراً بدم إخوته بني لُبنى. توفي في خلافة عمر من لدغة حية.
- عروة بن الورد، أشهرهم على الإطلاق وكان سيداً لهم يلجأون له وقت الحاجة. مات عام 596م.
- السليك بن السلكة، من بني مقاعس من سعد بن زيد مناة من تميم، توفي نحو 605م؟
- مرة بن خليف الفهمي وهو صعلوك من شياطين العرب قيل انه من فتاك العرب في الجاهلية
- تأبط شرا: قدرت وفاته بين عامي 530م و535م.
- البراض بن قيس الكناني، وهو من الفتاك وقالت العرب: أفتك من البراض. وهو قاتل عروة الرحال بن عتبة بن جعفر بن كلاب ما أجج حرب الفجار بين كنانة وقيس عيلان.[1] وهو القائل:

- الأحيمر السعدي: من بني تميم. شاعر من مخضرمي الدولتين الأموية والعباسية، كان لصاً فاتكاً مارداً، من أهل بادية الشام. وهو صاحب البيت السائر على كل لسان:

- الشنفرى الأزدي، وهو ثابت بن أواس الأزدي، توفي نحو 525م أي قبل الهجرة.
- مالك بن الريب المازني التميمي: وهو أول من رثى نفسه في الإسلام وكان من أشهرهم وله في خراسان راوايات كثيرة وتوفي في مرو.
- الحارث بن ظالم المري، توفي نحو 600م.
- عبيد بن أيوب العنبري: من بني العنبر بن عمرو بن تميم، من شعراء العصر الأموي، كان لصاً حاذقاً، أباح السلطان دمه، وبرئ منه قومه، فهرب في مجاهل الأرض، واستصحب الوحوش ومن سائر شعره البيت:

- حاجز بن عوف الأزدي، توفي قبيل الإسلام بفترة قصيرة.
- الأطيلس الأعسر البقمي: وكان من العدائين.
- أبو منازل السعدي، وهو فرعان بن الأعرف من بني تميم، قيل توفي في خلافة عمر بن الخطاب.
- الخطيم بن نويرة العبشمي: من عكل من الرباب من تميم. شاعر أموي، من سكان البادية، وأحد لصوصها، أدرك جريراً والفرزدق ولم يلقهما، وهو من أهل الدهماء وحركته فيما بين اليمامة وهجر.
- القتال الكلابي: من بني عامر بن صعصعة، توفي نحو 66 هـ.
- فضالة بن شريك الأسدي، توفي عام 64 هـ.
- صخر الغي، من هذيل، توفي في صدر الإسلام.
- الأعلم الهذلي، وهو حبيب بن عبد الله الهذلي، وهو أخو الشاعر الصعلوك صخر الغي، وقد عاش حتى عصر صدر الإسلام.
- مسعود بن خرشة المازني، من بني حرقوص بن مازن، من تميم. شاعر بدوي إسلامي، أحد صعاليك بني تميم
- أبو الطمحان القيني.
- أبو النشناش النهشلي الدارمي التميمي، وهو شاعر مجيد ومن شعره:

- طهمان بن عمرو الكلابي، شاعر من صعاليك العرب وفتاكهم في العصر الاموي من بني عامر بن صعصعة
- توبة بن الحمير، من شعراء العرب وصعاليكهم في العصر الاموي من بني عامر بن صعصعة: اشتهر بعشقه المتبادل مع ليلى الأخيلية وهم أبناء عمومه.

## وصلات خارجية
- موسوعة الشعراء الصعاليك من العصر الجاهلي إلى العصر الحديث - حسن جعفر نورالدين